# 60-й меридіан східної довготи
60-й меридіан східної довготи — лінія довготи, що лежить на 60 градусів східніше Гринвіцького меридіана. Вона проходить від Північного полюса через Північний Льодовитий океан, Євразію, Індійський океан, Південний океан та Антарктиду до Південного полюса.
60-й меридіан східної довготи формує велике коло разом із 120-тим меридіаном західної довготи.
Це центральний меридіан часового поясу UTC+4.

## Список географічних об'єктів, що перетинає 60° сх. д.
Починаючи на Північному полюсі та рухаючись до Південного полюса, 60-й меридіан східної довготи проходить через:
| Координати                                                 | Країна, територія або море | Примітки                                                                     |
| ---------------------------------------------------------- | -------------------------- | ---------------------------------------------------------------------------- |
| 90°0′ пн. ш. 60°0′ сх. д. / 90.000° пн. ш. 60.000° сх. д.  | Північний Льодовитий океан |                                                                              |
| 81°18′ пн. ш. 60°0′ сх. д. / 81.300° пн. ш. 60.000° сх. д. | Росія                      | Земля Франца-Йосифа — проходить через острови Гофмана[en], Вільчека та Сальм |
| 79°53′ пн. ш. 60°0′ сх. д. / 79.883° пн. ш. 60.000° сх. д. | Баренцове море             |                                                                              |
| 76°7′ пн. ш. 60°0′ сх. д. / 76.117° пн. ш. 60.000° сх. д.  | Росія                      | Нова Земля — проходить через Північний острів                                |
| 74°42′ пн. ш. 60°0′ сх. д. / 74.700° пн. ш. 60.000° сх. д. | Карське море               |                                                                              |
| 70°5′ пн. ш. 60°0′ сх. д. / 70.083° пн. ш. 60.000° сх. д.  | Росія                      | Проходить через острів Вайгач                                                |
| 69°41′ пн. ш. 60°0′ сх. д. / 69.683° пн. ш. 60.000° сх. д. | Печорське море             |                                                                              |
| 68°41′ пн. ш. 60°0′ сх. д. / 68.683° пн. ш. 60.000° сх. д. | Росія                      | Проходить через Нижній Тагіл та західніше Єкатеринбурга                      |
| 50°49′ пн. ш. 60°0′ сх. д. / 50.817° пн. ш. 60.000° сх. д. | Казахстан                  | Проходить через Аральське море                                               |
| 44°55′ пн. ш. 60°0′ сх. д. / 44.917° пн. ш. 60.000° сх. д. | Узбекистан                 |                                                                              |
| 42°13′ пн. ш. 60°0′ сх. д. / 42.217° пн. ш. 60.000° сх. д. | Туркменістан               | Приблизно на 6 км                                                            |
| 42°9′ пн. ш. 60°0′ сх. д. / 42.150° пн. ш. 60.000° сх. д.  | Узбекистан                 | Приблизно на 6 км                                                            |
| 42°5′ пн. ш. 60°0′ сх. д. / 42.083° пн. ш. 60.000° сх. д.  | Туркменістан               | Приблизно на 9 км                                                            |
| 42°0′ пн. ш. 60°0′ сх. д. / 42.000° пн. ш. 60.000° сх. д.  | Узбекистан                 | Приблизно на 5 км                                                            |
| 41°57′ пн. ш. 60°0′ сх. д. / 41.950° пн. ш. 60.000° сх. д. | Туркменістан               |                                                                              |
| 37°2′ пн. ш. 60°0′ сх. д. / 37.033° пн. ш. 60.000° сх. д.  | Іран                       |                                                                              |
| 25°23′ пн. ш. 60°0′ сх. д. / 25.383° пн. ш. 60.000° сх. д. | Індійський океан           | Проходить східніше узбережжя Оману                                           |
| 60°0′ пд. ш. 60°0′ сх. д. / 60.000° пд. ш. 60.000° сх. д.  | Південний океан            |                                                                              |
| 67°24′ пд. ш. 60°0′ сх. д. / 67.400° пд. ш. 60.000° сх. д. | Антарктида                 | Проходить через Австралійську антарктичну територію (претендує Австралія)    |